# غيتشين
غيتشين (بالإنجليزية: Gitschen)‏ هو أحد جبال سلسلة جبال الألب أوري وجزء من القمة الأم برونيستوك يقع في كانتون أوري, سويسرا. يبلغ ارتفاع الجبل حوالي 2513 متر، بينما يبلغ ارتفاع نتوء الجبل 73 متر.